# 清須町
清須町（きよすちょう）は、愛知県豊橋市の地名。

## 地理
豊橋市北西部に位置する。東は下五井町・川崎町、西は前芝町、南は高洲町、北は豊川市小坂井町に接する。

### 河川
- 豊川[2]
- 豊川放水路[2]

### 字一覧
- 葭谷（あしや）[WEB 5]
- 宇治橋（うじばし）[WEB 5]
- 外河原（そとがわら）[WEB 5]
- 高見（たかみ）[WEB 5]
- 地形（ちぎょう）[WEB 5]
- 天神（てんじん）[WEB 5]
- 堂西（どうにし）[WEB 5]
- 兵庫（ひょうご）[WEB 5]
- 万高地（まんこうじ）[WEB 5]
- 宮西（みやにし）[WEB 5]

## 歴史

### 町名の由来
新田開発者である中西与右衛門の屋号「清須屋」に由来するという。その先祖は、清須城の城主である織田信長に仕えていた。初代の中西与右衛門は、 尾張国清須（清洲）（現在の清須市）から吉田へ移住して吉田宿で「清洲屋（清須屋）」の屋号で酒屋を営んでいた。

### 人口の変遷
国勢調査による人口および世帯数の推移。
| 1995年（平成7年）  | 79世帯 333人  |  |
| 2000年（平成12年） | 158世帯 527人 |  |
| 2005年（平成17年） | 202世帯 648人 |  |
| 2010年（平成22年） | 205世帯 641人 |  |
| 2015年（平成27年） | 203世帯 611人 |  |

### 沿革
- 寛文3年 - 三河国宝飯郡のうち、清須新田として成立[1]。
- 1889年（明治22年） - 鹿菅村大字清須新田となる[1]。
- 1906年（明治39年） - 下地町大字清須新田となる[1]。
- 1932年（昭和7年） - 豊橋市清須町となる[1]。

## 交通
- 東海道新幹線[2]
- 国道23号[2]
- 愛知県道平井牟呂大岩線[2]

## 施設
- 浄土宗遣迎寺[2]
- 神明社[2]

### WEB
1. ↑  “愛知県豊橋市の町丁・字一覧”.   人口統計ラボ. 2023年4月13日閲覧。
2. ↑  総務省統計局 (2017年1月27日). “平成27年国勢調査の調査結果(e-Stat) - 男女別人口及び世帯数 －町丁・字等” (CSV). 2021年7月21日閲覧。
3. ↑  “愛知県豊橋市の郵便番号一覧”.   日本郵便. 2023年4月13日閲覧。
4. ↑  “市外局番の一覧” (PDF).   総務省 (2022年3月1日). 2022年3月22日閲覧。
5. 1 2 3 4 5 6 7 8 9 10  “愛知県豊橋市 住所一覧から地図を検索”.   ONE COMPATH. 2023年8月17日閲覧。
6. ↑  総務省統計局 (2014年3月28日). “平成7年国勢調査の調査結果(e-Stat) - 男女別人口及び世帯数 －町丁・字等” (CSV). 2021年7月20日閲覧。
7. ↑  総務省統計局 (2014年5月30日). “平成12年国勢調査の調査結果(e-Stat) - 男女別人口及び世帯数 －町丁・字等” (CSV). 2021年7月20日閲覧。
8. ↑  総務省統計局 (2014年6月27日). “平成17年国勢調査の調査結果(e-Stat) - 男女別人口及び世帯数 －町丁・字等” (CSV). 2021年7月21日閲覧。
9. ↑  総務省統計局 (2012年1月20日). “平成22年国勢調査の調査結果(e-Stat) - 男女別人口及び世帯数 －町丁・字等” (CSV). 2021年7月21日閲覧。
10. ↑  総務省統計局 (2017年1月27日). “平成27年国勢調査の調査結果(e-Stat) - 男女別人口及び世帯数 －町丁・字等” (CSV). 2021年7月21日閲覧。

### 書籍
1. 1 2 3 4 5 6  「角川日本地名大辞典」編纂委員会 1989, p. 492.
2. 1 2 3 4 5 6 7 8 9  「角川日本地名大辞典」編纂委員会 1989, p. 1787.
3. ↑  “豊橋市制施行100周年記念　校区のあゆみ50「津田」”.   豊橋市自治連合会. 2023年9月15日閲覧。